# Calypso (personaje)
Calypso es la diosa de los siete mares en la saga de películas Piratas del Caribe. Es llamada Tía Dalma cuando está bajo apariencia humana de mujer.
Tía Dalma (interpretada por la actriz Naomie Harris) es una mujer de aspecto desaliñado, tez oscura y pelo revuelto y, en concordancia con todo su aspecto en general, sucio.
En la tercera entrega de la saga se desvela su verdadera naturaleza, la diosa Calypso, al ser liberada de su prisión en un cuerpo humano.

## Historia

### Pirates of the Caribbean: Dead Man's Chest
En la película Pirates of the Caribbean: Dead Man's Chest aparece una extraña y misteriosa mujer que se hace llamar Tía Dalma, la cual tiene una ligera relación con Jack Sparrow. Se trata de una mujer de misteriosos poderes que parece conocer muy bien el futuro que le depara a cada personaje. La extraña bruja también conoce la historia de Davy Jones, contándole al resto de personajes que este legendario marinero se enamoró de una mujer (en otra leyenda se enamora del mar) pero que, al no poder aguantar el dolor que su amor por ella le causaba, se arrancó el corazón del pecho, escondiéndolo en un cofre cerrado con llave en un remoto lugar del mundo. 
Al avanzar la trama se descubre que no es solo una bruja que puede leer el destino, sino que también posee unos misteriosos poderes, como aquel que le permite revivir al capitán Barbossa, el cruel pirata de la primera película, Pirates of the Caribbean: The Curse of the Black Pearl, hecho que se descubre al final de la película.

### Piratas del Caribe: en el fin del mundo
En la tercera entrega de la saga se descubre que Tía Dalma es en realidad Calypso, la diosa de los mares, y la misteriosa relación que tiene con Davy Jones:
Davy Jones, era un marinero que se enamoró de Calypso, diosa de los mares, la cual le encomendó una legendaria y difícil misión: transportar hasta el mundo de los muertos las almas perdidas de aquellos que perecían en la mar con el navío llamado El Holandés Errante, tarea que, no obstante, conllevaba navegar durante toda la eternidad sin atracar, pudiendo descender a tierra tan solo un día cada 10 años. Sin embargo, después de completar una década llevando a cabo la misión encomendada por su amada, y tras llegar a tierra para estar con su amor, ella no apareció. Rabioso por la traición Davy Jones rompió el trato que tenía con ella, navegando sin parar por el mundo de los vivos y atacando a todo aquel navío que se cruzara en su camino. Debido al hecho de romper su promesa una maldición cayó sobre él y su tripulación, convirtiéndolos en seres mitad humano-mitad criatura marina, uniéndolos de esa manera por toda la eternidad al océano. A pesar de todo ello Davy Jones jamás dejó de amar a la diosa, como él mismo confiesa con la frase: "Mi corazón siempre será tuyo".
La leyenda cuenta también que aquel que apuñale el corazón del capitán de El Holandés Errante para terminar con su vida tendrá que ocupar su lugar y llevar a cabo la misión que Calypso encomendó en su día a Davy Jones o sufrirá igualmente la maldición.
Así mismo en la película se desvela que los 9 Señores Piratas, con la ayuda de Davy Jones, crearon la Primera Corte de la Hermandad para capturar en forma humana a Calypso, dejando así el mar en manos de los hombres. La diosa fue encerrada gracias a un conjuro para el que se usan nueve piezas de ocho, que al final resultan ser objetos varios sin valor, salvo por la de Jack Sparrow que es una de las nueve piezas originales.
En el transcurso de la historia Barbossa pretende reunir la Cuarta Corte de la Hermandad y liberar a Calypso para que esta los ayude a luchar contra sus enemigos.
Calypso, que en un momento de su cautiverio en el Perla Negra se reencuentra con Davy Jones, promete ayudarlo para impedir los planes de Barbossa, pero justo cuando es liberada Will Turner le cuenta que el verdadero traidor, quien la traicionó para que pudiera ser encerrada en una forma humana, fue su amado Davy Jones. Cuando la diosa se entera del papel que su amado jugó en su encierro se enfurece y desaparece, creando un gran remolino en el mar, en el que se desarrolla la batalla final. Durante la contienda Will, con la ayuda de Jack Sparrow, apuñala el corazón de Davy Jones, provocando su muerte y convirtiéndose así en el capitán del Holandés Errante, debiendo cumplir la promesa a Calypso, o quedar maldito.